# Pardosa saltuarides
Pardosa saltuarides este o specie de păianjeni din genul Pardosa, familia Lycosidae. A fost descrisă pentru prima dată de Strand, 1908.
Este endemică în Etiopia. Conform Catalogue of Life specia Pardosa saltuarides nu are subspecii cunoscute.